# Fort Stewart

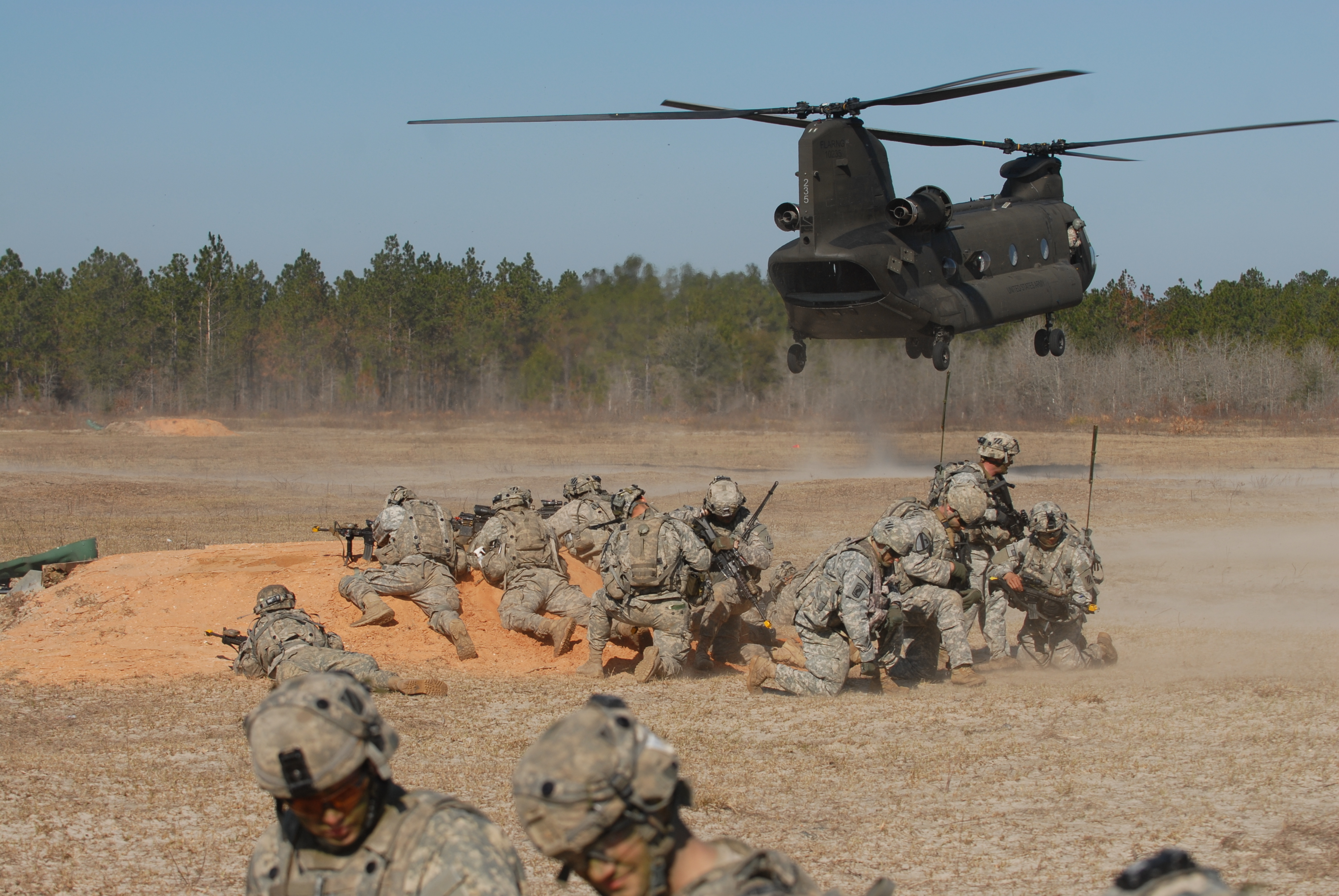
Soldater från 3-15 Infantry och helikopter CH-47 Chinook på Fort Stewart 30 januari 2015.

Fort Stewart är en militär anläggning och census-designated place tillhörande USA:s armé som är belägen i den nordöstra delen av delstaten Georgia utanför staden Hinesville i Liberty County och öster om Savannah.
Fort Stewart är arméns till ytan största anläggning öster om Mississippifloden med en sammanlagd ytan om 113 117 hektar och delar av övningsområdet sträcker sig in i ytterligare fyra countyn (Bryan County, Evans County, Long County och Tattnall County). Anläggningen har över 55 000 anställda militärer och civilanställda.

## Bakgrund
Basen inrättades 1940 för luftvärnet och är uppkallad efter Daniel Stewart (1761-1829), bördig från Liberty County, som var brigadgeneral och milisledare under amerikanska frihetskriget och 1812 års krig.

## Verksamhet
Sedan dess återaktiverande 25 april 1996 finns infanteridivisionen 3rd Infantry Division baserad på Fort Stewart.
Till området hör även flygfältet Hunter Army Airfield (IATA: SVN, ICAO: KSVN, FAA LID: SVN). På Hunter Army Airfield finns helikopterförband tillhörande 3rd Infantry Division samt även kustbevakningens sjöräddningshelikoptrar av typ HH-65 (32°00′36″N 081°08′44″V / 32.01000°N 81.14556°V).